# Alois Kratzer
Alois Kratzer, född 27 maj 1907 i Hausham, Bayern, död 11 september 1990 i Kreuth, Bayern, var en tysk backhoppare. Han var med i de Olympiska vinterspelen i Sankt Moritz 1928 i backhoppning där han kom på 19:e plats. Det gick bättre på Världsmästerskapet året efter i Zakopane, där han kom på fjärde plats.